# Liste der Bodendenkmale in Kirchdorf (bei Sulingen)
In der Liste der Bodendenkmale in Kirchdorf sind die Bodendenkmale der niedersächsischen Gemeinde Kirchdorf (bei Sulingen) aufgeführt. Die Quelle ist der Denkmalatlas Niedersachsen.
- Bitte beachten Sie, dass diese Liste keinen Anspruch auf Vollständigkeit erhebt.
- Die Angaben ersetzen nicht die rechtsverbindliche Auskunft der zuständigen Denkmalschutzbehörde.
- Es sind nur Daten aus dem Denkmalatlas verarbeitet.
- Der Stand der Liste ist der 25. Mai 2025.

Kirchdorf (bei Sulingen) im Landkreis Diepholz

## Allgemein
In den Spalten finden sich folgende Informationen des Bodendenkmales:
| Lage         | geographische Koordinaten                                                           |
| Bezeichnung  | Bezeichnung lt. Denkmalatlas                                                        |
| Beschreibung | Beschreibung lt. Denkmalatlas                                                       |
| ID           | Objekt-ID                                                                           |
| Bild         | Bild, ggf. zusätzlich mit Link zu weiteren Fotos im Medienarchiv Wikimedia Commons. |

## Kuppendorf
| Lage                        | Bezeichnung             | Beschreibung | ID       | Bild |
| --------------------------- | ----------------------- | --- | -------- | ---- |
| 52° 34′ 27″ N, 8° 51′ 44″ O | Kuppendorf 1, Grabhügel | Größe ca. 13 × 16 m und Höhe ca. 0,8 m. Im Nordwesten ein Kopfloch mit 6 m Durchmesser und 0,5 m Tiefe.            | 35614455 | BW   |
| 52° 34′ 39″ N, 8° 52′ 9″ O  | Kuppendorf 4, Grabhügel | Durchmesser ca. 18 m und Höhe ca. 1,1 m. Rand abgesetzt, Mitte abgeflacht mit Anzeichen einer neueren Angrabung.   | 35614508 | BW   |
| 52° 34′ 25″ N, 8° 51′ 32″ O | Kuppendorf 5, Grabhügel | Durchmesser ca. 15 m und Höhe ca. 0,6 m. Rand allmählich auslaufend, Mitte abgeflacht und alt und tief eingesenkt. | 35614529 | BW   |

## Scharringhausen
| Lage                       | Bezeichnung                  | Beschreibung | ID       | Bild |
| -------------------------- | ---------------------------- | --- | -------- | ---- |
| 52° 35′ 22″ N, 8° 46′ 0″ O | Scharringhausen 5, Umwallung | Ringwall mit außen vorgelagertem Graben, unregelmäßig polygonal geformt. Der Wall hat eine Basisbreite von 5 – 7 m bei einer Höhe von 0,4 m. Der Graben hat eine Breite von 3 – 4 m bei einer Tiefe von 0,1 – 0,2 m. Größe ca. 103 × 105 m. Innenfläche absolut eben. Als Wehranlage taugt der Ringwall wenig, da er teilweise nur so hoch war wie das außerhalb liegende Gelände. In der Preußischen Landesaufnahme ist unmittelbar südöstlich der Einhegung ein Stall eingezeichnet. Mit großer Wahrscheinlichkeit handelt es sich daher wohl um ein Gehege für Schafe, dass bereits 1771 existierte. | 28950474 | BW   |